# Rosario Assunto
Rosario Assunto (Caltanissetta, 28 de marzo de 1915 - Roma, 24 de enero de 1994) fue un filósofo italiano, especialista en estética, en especial sobre la Edad Media, la Ilustración y el romanticismo. Cerca de un tercio de su obra está consagrada al estudio de los jardines y el paisaje.

## Biografía
Rosario Assunto estudió Derecho para responder al deseo de su padre, abogado, aunque más tarde se aficionó a la crítica de cine y de teatro, antes de estudiar Filosofía con el profesor Pantaleo Carabellese, especialista en la obra de Kant. Comenzó una corta carrera de enseñante, interrumpida por el estallido de la Segunda Guerra Mundial, en la que intervino al lado de Oscar Luigi Scalfaro, futuro presidente de la República Italiana. Acabada la guerra, retoma la enseñanza. Escribió artículos para los diarios Italia socialista y más tarde en Il Giornale. Sus primeras publicaciones académicas se interesan sobre todo por la literatura, el Existencialismo y la pedagogía. En 1956 fue nombrado profesor de la nueva Facultad de Letras de la Universidad de Urbino, plaza que ocupará hasta 1981. Sus primeros ensayos, Forma y destino (1957) y La integración estética (1959), aparecieron en las ediciones « Comunità », editorial fundada en 1947 por el industrial, escritor y urbanista Adriano Olivetti, muy implicado en la demanda de reformas sociales y políticas.
Aunque fue criticado por ciertos sectores como « elitista », tuvo la simpatía de algunos militantes de los Movimientos sociales de 1968. En esta etapa aborda la obra de filósofos y pensadores como Vico, Winckelmann, Schelling, Hegel, Gentile y su maestro Carabellese, y cuyo una parte estará reunida en Filosofia del giardino e filosofia nel giardino, editada en 1981. El mismo año, obtiene la cátedra de Historia de la filosofía italiana de la Universidad de Roma La Sapienza. En 1984 aparecen de golpe varias obras de importancia: un volumen sobre la verdad y la belleza en la estética del Neoclasicismo y del primer romanticismo en Italia (Verità e bellezza nelle estetiche e nelle poetiche dell'Italia neoclassica e primoromantica); una selección de textos sobre la estética del paisaje del siglo XVIII (Il parterre e i ghiacciai); un volumen sobre la idea de la ciudad a través de la historia (La città di Anfione e la città di Prometeo); y, finalmente, una selección de estudios críticos sobre poesía (La parola anteriore come parola ulteriore).
En 1991 obtuvo el Premio Internacional Carlo Scarpa por el conjunto de su obra. Tras la desaparición de su esposa, la historiadora del arte Wanda Gaeta, murió en Roma de un tumor a la edad de setenta y ocho años.

### Obras
- 1950
  - L’educazione estetica, Milan, Viola, 1950.
  - Educazione pubblica e privata, Milan, Viola, 1950.
- 1952
  - La pedagogia greca, Milan, Viola, 1952.
- 1957
  - Forma e destino, Milan, Edizioni di Comunità, 1957 (rééd. Rome, Fondazione Piazzolla, 1994, avec une préface d’Ornella Sobrero et une notice de Vittorio Stella).
- 1959
  - L’integrazione estetica. Studi e ricerche, Milan, Edizioni di Comunità, 1959.
- 1960
  - Teoremi e problemi di estetica contemporanea (con una premessa kantiana), Milan, Feltrinelli, coll. « Università degli Studi di Urbino, Studi filosofici » (no 2), 1960.
- 1961
  - La critica d’arte nel pensiero medievale, Milan, Il Saggiatore, 1961.
- 1962
  - Estetica dell’identità. Una lettura della Filosofia dell’arte di Schelling, Urbino, STEU, 1962.
- 1963
  - Giudizio estetico, critica e censura. Meditazioni e indagini, Florence, La Nuova Italia, 1963.
  - Die Theorie des Schönen im Mittelalter, Cologne, Du Mont, 1963 (rééd. 1981 ; trad. serbe, Belgrade, 1975).
- 1967
  - Stagioni e ragioni nell’estetica del Settecento, Milan, Mursia, 1967 (trad. espagnole partielle, Madrid, Visor, 1990).
- 1968
  - L’automobile di Mallarmé, e altri ragionamenti intorno alla vocazione odierna delle arti, Rome, Edizioni dell’Ateneo, 1968.
- 1972
  - Furori romantici in giardini rococò. Rilievi sul gusto del Settecento fra Rousseau e i due Schlegel, Pescara, 1972.
- 1973
  - L’antichità come futuro. Studio sull’estetica del neoclassicismo europeo, Milan, Mursia, 1973 (rééd. avec une introduction de Fabrizio Desideri, Milan, Medusa, coll. « Le porte regali » (no 3), 2001 ; trad. espagnole Zosimo Gonzalez, La Antigüedad como futuro : estudio sobre la estética del neoclasicismo europeo, Madrid, Visor, 1990).
  - II paesaggio e l’estetica. I. Natura e Storia – II. Arte, Critica e Filosofia, Naples, Giannini editore, coll. « Geminae ortae » (n° XIV), 2 vol., 1973 (trad. roumaine Olga Marculescu, Peisajul si estetica, Bucarest, Meridiane, 1986). Le chap. 8 (« L’idea di paesaggio assoluto e il giardinaggio come arte »), le chap. 9 (« Il giardinaggio come arte e come filosofia », ) et le chap. 10 (« Il giardinaggio come filosofia e l’agonia della natura ») du vol. II sont repris et mis à jour dans Rosario Assunto, Ontologia e teleologia del giardino, 1988, p. 39-76, 77-107 et 109-142. Les autres chapitres sont réédités et mis à jour dans Rosario Assunto, II paesaggio e l’estetica, Palerme, Novecento, coll. « Biblioteca Narciso d’oro », 1994.
- 1974
  - Un esempio di considerazioni (volutamente) anacronistiche sulla poesia, s.l., Milella, 1974.
- 1975
  - Ipotesi e postille sull’estetica medievale. Con alcuni rilievi su Dante teorizzatore della poesia, Milan, Marzorati, 1975.
  - Libertà e fondazione estetica. Quattro studi filosofici, Rome, Bulzoni, 1975.
  - Theorie der Literatur bei Schriftstellern des 20. Jahrhunderts, Reinbek bei Hamburg, Rohwolt, 1975.
- 1977
  - Intervengono i personaggi (col permesso degli autori), Naples, Società Editrice Napoletana, 1977 (nouvelle édition: Turin, Aragno éditeur, 2019, avec une postface de Emanuele Cutinelli-Rendina).
- 1978
  - Specchio vivente nel mondo (Artisti stranieri in Roma, 1600-1800), Rome, De Luca Editore, 1978.
- 1979
  - Infinita contemplazione. Gusto e filosofia nell’Europa barocca, Naples, Società Editrice Napoletana, coll. « Studi e testi di teoria e critica dell’arte » (n° VII), 1979 (trad. roumaine Universul ca spectacul, Bucarest, Meridiane, 1983).
- 1981
  - Filosofia del giardino e filosofia nel giardino. Saggi di teoria e storia dell’estetica, Rome, Bulzoni, coll. « Biblioteca di cultura » (no 188), 1981 (trad. roumaine, Bucarest, Meridiane, 1988).
- 1984
  - La città di Anfione e la città di Prometeo. Idea e poetiche della città, Milan, Jaca Book, 1984 (rééd. 1997, coll. « Di fronte e attraverso. Saggi di architettura » (no 120)  ; trad. roumaine, Bucarest, Meridiane, 1988).
  - La parola anteriore come parola ulteriore, Bologne, Il Mulino, coll. « Aesthetica – Centro Internazionale di Estetica di Palermo » (no 11), 1984.
  - Il parterre e i ghiacciai. Tre saggi di estetica sul paesaggio del Settecento, Palerme, Novecento, coll. « Logos » (no 3), 1984 (trad. roumaine Olga Marculescu, Gradini si ghetari. Trei eseuri de estetica destre peisajul secolului al XVIII-lea, Bucarest, Meridiane, 1988).
  - Verità e Bellezza nelle estetiche e nelle poetiche dell’Italia neoclassica e primoromantica, Rome, Edizioni Quasar, coll. « Arti poetiche in Italia nell’età moderna e contemporanea », 1984.
- 1986
  - Sorgenti teoriche e problemi dell’arte cristiana, Milan, Vita e Pensiero, 1986.
- 1987
  - Leonardo Cammarano « Natura e cultura », Rome, Enne, 1987.
- 1988
  - Leopardi e la « Nuova Atlantide », Naples, Istituto Suor Orsola Benincasa / Edizioni Scientifiche Italiane, 1988.
  - Ontologia e teleologia del giardino, Milan, Guerini e Associati, coll. « Kepos » (no 2), 1988 (introduction de Massimo Venturi Ferriolo ; rééd. 1990, 1994 ; trad. espagnole Mar García Lozano, introduction de Miguel Cerepeda, Madrid, Editorial Tecnos, 1991).
- 1990
  - La natura, le arti, la storia. Esercizi di estetica, Milan, Guerini Studio, coll. « Scenari dell’arte » (no 2), 1990.
- 1991
  - Giardini e rimpatrio, Un itinerario ricco di fascino attraverso le ville di Roma, in compagnia di Winckelmann, di Stendhal, dei Nazareni, di D’Annunzio, Rome, Newton Compton editori, coll. « Quest’Italia. Collana di storia, arte e folclore » (no 162), 1991.
- 1993
  - La Bellezza come Assoluto, l’Assoluto come Bellezza. Tre conversazioni a due o più voci, Palerme, Novecento, coll. « Narciso » (no 50), 1993.
- 1994
  - Il paesaggio e l’estetica, Palerme, Novecento, coll. « Biblioteca Narciso d’oro », 1994 (mise à jour de l’édition de 1973).